# دیوید شاربنو
دیوید برایان شاربنو (به انگلیسی: David Charbonneau) استاد اخترشناسی در دانشگاه هاروارد است. تحقیقات وی بر توسعه تکنیک‌های جدید برای کشف و توصیف سیارات فراخورشیدی است که به دور ستاره‌های نزدیک مانند خورشید می‌چرخند.
دیوید شاربنو در انتاریو متولد شد. او پسر برایان شاربنو، زمین‌شناس و سیلویا شاربنو، پزشک است.